# Émile-Joseph Duval
Pour les articles homonymes, voir Duval.
Émile-Joseph Duval (Paris, 27 septembre 1864 – Vincennes, 17 juillet 1918) est un journaliste français, administrateur du journal anarchiste Le Bonnet rouge, fusillé le 17 juillet 1918 pour « avoir reçu de l'argent de l'Allemagne ».

## Biographie
Né le 27 septembre 1864 à Paris 14e d’une famille modeste, Émile-Joseph Duval fait d’assez bonnes études et obtient son baccalauréat. Il entre à l’administration de l’Assistance publique en qualité d’expéditionnaire en mars 1886, mais doit en démissionner au début du mois d’août 1887. 
Il fonde alors des journaux financiers, se fait des relations dans le monde politique et est chargé par plusieurs députés de s’occuper de leur élection. Il est ainsi recruté par Louis Dausset en 1902 et il est bientôt nommé secrétaire adjoint de son comité électoral. Duval devient par la suite secrétaire de rédaction et rédacteur en chef d’un journal patriotique créé par Dausset, de 1905 à 1907. Il ne se sépare de cet homme politique qu’en 1908. 
Sans emploi stable à la fin de l’année 1910, il est recommandé par Dausset pour entrer au conseil d’administration de la société immobilière des bains de mer de San Stéphano, où ce dernier est entré un mois auparavant et de laquelle il démissionne en décembre de la même année. Présenté à Miguel Almereyda par son ami Marion, Duval devient administrateur, mais également bailleur de fonds et rédacteur du Bonnet rouge, le 30 avril 1916. Il y écrit alors quotidiennement en première page un article de soixante à quatre-vingt lignes signé « M. Badin ».
Le 15 mai 1917 il est arrêté à la frontière suisse avec un chèque de provenance allemande. Il va tout d'abord être inculpé de commerce avec l'ennemi car il a prétexté une affaire de liquidation des « Bains de mer de San Stefano ».
Le lieutenant Mornet, commissaire du gouvernement à son procès, lui reconnaît « une culture profonde, une intelligence remarquable et un talent de plume véritable. » Duval est un littéraire, ce lecteur insatiable possède un style classique qui le fera comparer à Anatole France. Les qualités indiscutables de « ce petit vieux aux allures discrètes de sacristain » sont malheureusement révélées tardivement et, âgé de cinquante ans quand il commence sa collaboration au Bonnet rouge, Duval est un journaliste déjà aigri et plein de fiel contre cette société qui n’a pas su le reconnaître à sa juste valeur. Le capitaine Bouchardon, grand lecteur de Balzac, le compare dans ses mémoires à Félicien Vernon, dans Un grand homme de province à Paris.

## Photographie
- Procès Duval [l'affaire du "Bonnet Rouge" devant le conseil de guerre, 15 mai 1918, condamnation à mort] : photographie de presse.